# L'Orphelin du cirque
Pour plus de détails, voir Fiche technique et Distribution.
L'Orphelin du cirque est un film muet français réalisé par Georges Lannes, sorti en 1926.
Il a été tourné en quatre épisodes, suivant les déplacements du cirque Ancillotti.

## Fiche technique
- Titre : L'Orphelin du cirque
- Réalisation : Georges Lannes
- Scénario : Georges Lannes d'après un roman de Pierre Mariel[2]
- Photographie : Alphonse Gibory, André Meunier
- Production déléguée : Weil & Lauzin[3]
- Pays de production :  France
- Dates de sortie : 
  - France : 15 janvier 1926[4]

## Distribution
- André Nox : Citron
- Suzy Vernon : Liliane Ancilotti
- Berthe Jalabert : Madame d'Arnaud
- Tramel : Mor'Hiss, le détective amateur
- Charles Vanel : Garment, le traitre / Legru
- Manuel San Germán : Michel Berthier, le journaliste
- Yvette Langlais : Le petit Jean
- Nicolas Redelsperger : Le directeur du cirque
- Henri Rétol : Stromberg